# Szobek-hegység
A Szobek-hegység (hangul: 소백산맥, Szobekszanmek, handzsa: 小白山脈, RR: Sobaeksanmaek) Dél-Korea leghosszabb hegyvonulata, mintegy 350 km hosszan fut a Thebek (Taebaek)-hegységtől a Csiriszan (Jirisan)ig, mely egyben a legmagasabb pontja is. Átlagmagassága 1000 m. A hegység a Pektudegan (Baekdudaegan) hegylánchoz tartozik, mely végigfut a Koreai-félszigeten és Korea „gerincének” is szokás nevezni. Főbb hegyek a vonulatban: Szongniszan (Songnisan) (속리산, 1057 m), Togjuszan (Deogyusan) (덕유산, 1614 m), Szobekszan (Sobaeksan) (소백산, 1451 m).
A hegység területén több nemzeti park is található: Togjuszan (Deogyusan) Nemzeti Park, Kajaszan (Gayasan) Nemzeti Park, Csiriszan Nemzeti Park (Jirisan), Szobekszan (Sobaeksan) Nemzeti Park, Szongniszan (Songnisan) Nemzeti Park.